# Sognsvann
Sognsvann (o Sognsvannet) es un lago de circunferencia de 3,3 km al norte de Oslo, Noruega.

Ubicado justo dentro del cinturón verde alrededor de Oslo, el lago es un área recreativa popular, utilizada como campamento, pícnic y baño para los residentes de Oslo durante el verano, así como un destino de esquí de fondo, patinaje y pesca en hielo en el invierno. El sendero que lo rodea se usa para caminar o trotar todo el año. Todos los años en agosto, la natación y la carrera participan en Sognsvann como parte del Triatlón de Oslo. 

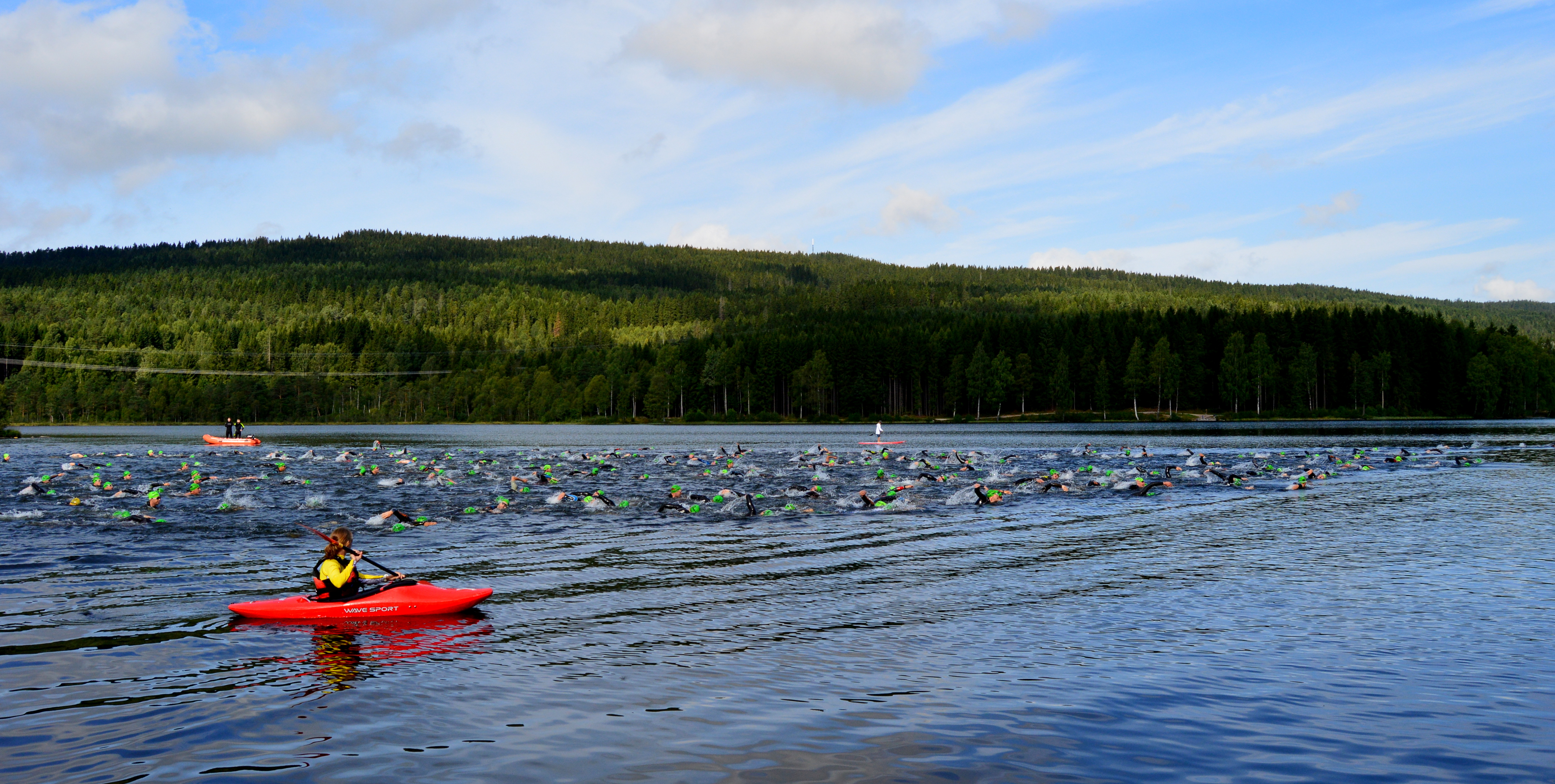
Cada agosto, la natación y la carrera participan en el lago Sognsvann como parte de un triatlón que consiste en ciclismo, carrera y natación.

 Está prohibido andar en bicicleta por el sendero alrededor del lago; Sin embargo, hay una ruta ciclista dedicada. El acceso para discapacitados es bueno hacia y alrededor del lago.
Parte de la popularidad del lago proviene de su fácil acceso desde Oslo; La estación de Sognsvann, ubicada en el extremo sur del lago, es la última parada de la línea 5 del metro de Oslo.
Svartkulp ("La piscina negra"), un pequeño lago forestal que es una de las tres playas nudistas en Oslo, se encuentra a unos cientos de metros al este de Sognsvann.
Nedre Blanksjø ("El lago brillante más bajo") es un lago aún más pequeño a unos cientos de metros al norte de Svartkulp. Una pirámide que marca el centro geográfico del municipio y condado de Oslo está instalada en el lado este, junto a Ankerveien.

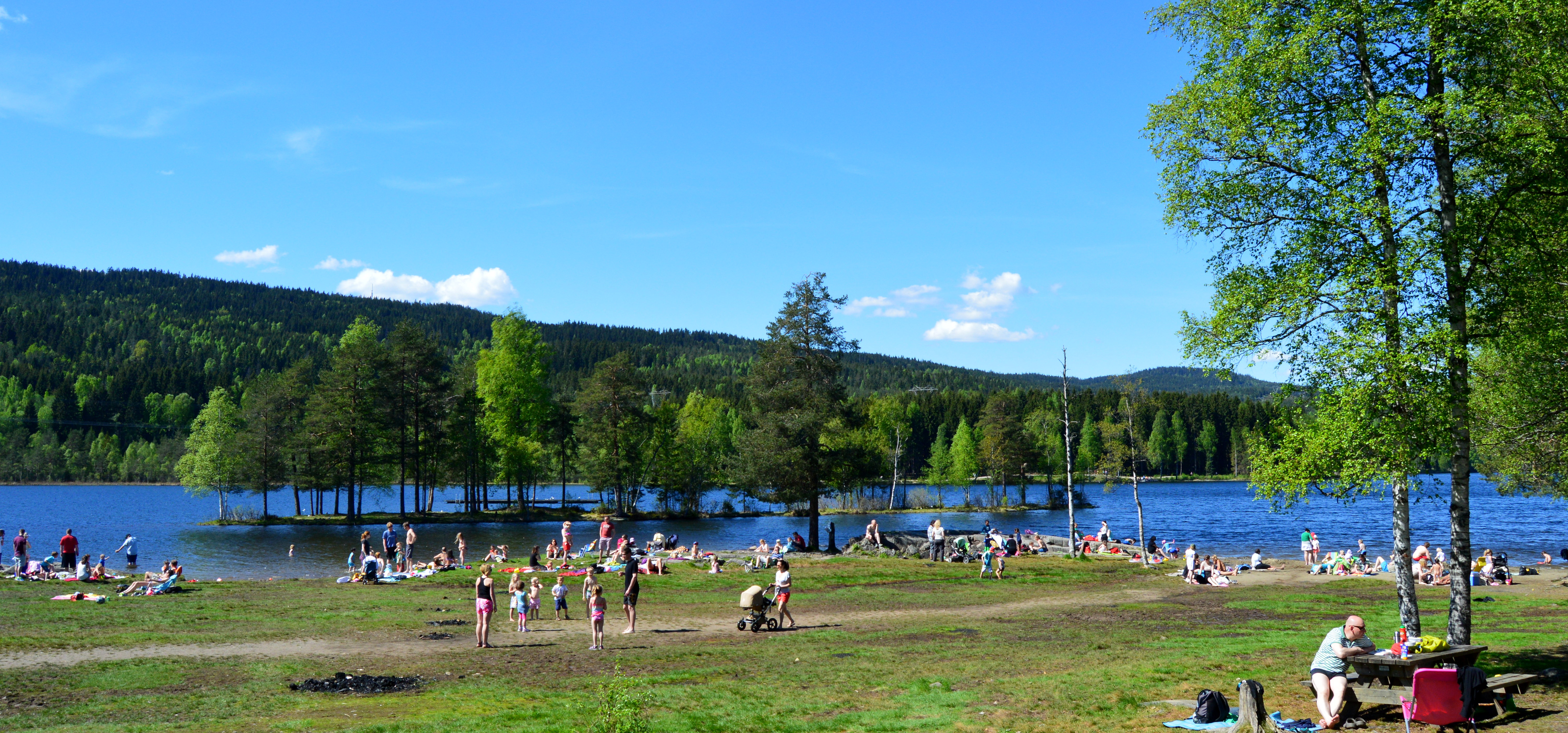
Personas disfrutando de un clima cálido en el lago Sognsvann.